# しあわせは食べて寝て待て
『しあわせは食べて寝て待て』（しあわせはたべてねてまて）は、水凪トリの日本の料理漫画作品。『フォアミセス』（秋田書店）にて2020年3月号（2月3日発売）より連載。「このマンガがすごい!2022」ではオンナ版8位を獲得している。
2025年4月にNHK総合「ドラマ10」にてテレビドラマ化された。

## 概要
「木元ひわこ」名義で長らく漫画家として活動してきた作者が、体調不良などもあって漫画家生活を見直し、心機一転、扱うテーマも絵柄も変えて出版社に持ち込み、ペンネームも「水凪トリ」に改名して出版に至った作品である。体調不良の原因が指定難病のシェーグレン症候群であったことが発覚し、薬膳を実践したところ調子が良くなった自身の様子を漫画にしたらと思い立ち、描き始めたのだという
。

## あらすじ
膠原病を患ったことでキャリアウーマンとしての未来を諦めて会社も辞め、週4日しか働けなくなった麦巻さとこは、出費を抑えるため新しい住居を探す羽目に。そして見つけた築45年、家賃5万円の団地への引っ越しを決める。出会ったのは隣に住む大家さんと、薬膳料理が得意な料理番の青年。興味を持ったさとこは、おいしそうな薬膳ご飯を学びながら、団地やパートの職場の人たちに囲まれ心身を徐々に癒やされていく。

## 受賞歴
- 「このマンガがすごい!2022」オンナ版8位[2]

## 書誌情報
- 水凪トリ 『しあわせは食べて寝て待て』 秋田書店〈A.L.C.DX〉、既刊5巻（2024年11月15日現在）
  1. 2021年4月16日発行（同日発売[書誌 1]）、ISBN 978-4-253-16082-7
  2. 2021年11月16日発行（同日発売[書誌 2]）、ISBN 978-4-253-16083-4
  3. 2022年10月14日発行（同日発売[書誌 3]）、ISBN 978-4-253-16084-1
  4. 2023年9月14日発行（同日発売[書誌 4]）、ISBN 978-4-253-16085-8
  5. 2024年11月15日発行（同日発売[書誌 5]）、ISBN 978-4-253-16396-5

## テレビドラマ
『しあわせは食べて寝て待て』（しあわせはたべてねてまて）のタイトルで、2025年4月1日から5月27日までNHK総合「ドラマ10」にて放送された。全9話。主演は桜井ユキ。

### キャスト

#### 主要人物
- 麦巻さとこ - 桜井ユキ（幼少期：永谷咲笑[9]）

#### 団地住民
- 美山鈴（大家） - 加賀まりこ[8]
- 羽白司（鈴の同居人） - 宮沢氷魚[8]
- 八つ頭仁志（司の友人） - 西山潤[10]
- 高麗なつき（フリーのイラストレーター） - 土居志央梨[10]
- 目白弓（団地に住む高校生） - 中山ひなの[10]
- 反橋りく（団地暮らしのOL） - 北乃きい[10]

#### 唐デザイン事務所
- 唐圭一郎（アートディレクター） - 福士誠治[10]
- マシコヒロキ（グラフィックデザイナー） - 中山雄斗[10]
- 巴沢千春（若手デザイナー） - 奥山葵[10]

#### その他
- 青葉乙女（「ギンナン舎」編集者） - 田畑智子[10]
- 麦巻惠子（さとこの母） - 朝加真由美[10]（若いころ：手塚真生[11]）

#### ゲスト
第1話
- 不動産屋 - 菅原永二
- 酒井（慶成大学附属病院 膠原病・リウマチ内科 医師） - 竹井亮介（第6話）
- 看護師（同上） - 久下恵
- 吉澤里奈（「セキレイ建設」営業部） - 矢野優花
- 田川（団地の住人） - 藤本洋子（第7話・最終話）
- 小峰さん（団地住人） - 加藤美智子
- バスの乗客 - 佐藤拓実
- 社員（「セキレイ建設」営業部） - 忠美旬子、宮崎結希乃、東條織江、秋場千鶴子

第2話
- 司にクレームを言う夫婦 - 佐藤誠、藤倉みのり

第3話
- 佐久間さん（元団地住人） - 大西多摩恵（第6話）
- 小川郁美（「セキレイ建設」でさとこの元同僚） - 前田亜季

第4話
- 目白弓の母 - 安藤聖（第5話）
- 恩田さん（町内会長） - 才勝（最終話）
- 目白弓の父 - 後藤公太（第5話）
- 主婦（テレビ番組でレンタルスペースを紹介） - 塚原さやか
- 目白弓の弟 - 及川欽之典（第5話）
- 教師 - 木村新吾
- 店員（高円寺のショップ） - 諫早幸作
- 目白弓の同級生 - 窪嶋蓮菜、福井梨莉華
- ナレーター（映画解説） - 坂上みき
- カナメストーン - 山口誠（第5話）、零士（第5話）

第6話
- りくの母 - 宮田早苗
- 反橋大輔（りくの弟） - 中村斗哉
- 上司（りくの会社） - おおたけこういち
- 中村（りくの同僚） - 長谷場俊紀
- ファミレス店員 - 平山よう

第7話
- ウズラさん（志穂美春子）- 宮崎美子（第8話・最終話）
- 石見政善（団地の理事長） - 渡辺哲（第8話・最終話）
- 児玉透子（美山鈴の娘） - 池津祥子（第8話）
- 団地の住人 - 岡田幸子（役名：宮本、最終話）、外海多伽子、廣澤恵、古川真司、山口みよ子

第8話
- 麦巻芽生（さとこの姪） - 日下莉帆

最終話
- 吉富久子（団地住民） - 塚田美津代
- 田上（司と山で遭遇した老人） - 小林勝也
- 香川（ケアハウススタッフ） - 諏訪珠理
- 店員（ラーメン屋） - 大内祐大
- 今野（角）好子（さとこの友人） - 春日奈々子

### スタッフ
- 原作 - 水凪トリ『しあわせは食べて寝て待て』
- 脚本 - 桑原亮子、ねじめ彩木
- 音楽 - 中島ノブユキ
- 演出 - 中野亮平、田中健二、内田貴史
- 制作統括 - 小松昌代（NHKエンタープライズ）、渡邊悟（NHK）
- 制作 - NHKエンタープライズ
- 制作・著作 - NHK

### 放送日程
| 放送話 | 放送日  | ラテ欄                   | 脚本       | 演出     |
| ------ | ------- | ------------------------ | ---------- | -------- |
| 第1話  | 4月01日 | 頑張れない私が団地で薬膳 | 桑原亮子   | 中野亮平 |
| 第2話  | 4月08日 | 節約生活でも、ゆる薬膳?  | 桑原亮子   | 中野亮平 |
| 第3話  | 4月15日 | おかゆと温泉、身に染みて | 桑原亮子   | 田中健二 |
| 第4話  | 4月22日 | 頑張れない私、団地で副業 | 桑原亮子   | 田中健二 |
| 第5話  | 4月29日 | 少しの冒険と秘密シェア   | 桑原亮子   | 中野亮平 |
| 第6話  | 5月06日 | 夢の地方移住でも団地?    | ねじめ彩木 | 田中健二 |
| 第7話  | 5月13日 | 団をあげる謎の食事会     | 桑原亮子   | 内田貴史 |
| 第8話  | 5月20日 | 終のすみか? 団地コミュ   | 桑原亮子   | 中野亮平 |
| 最終話 | 5月27日 | 老化って? 団地の未来     | 桑原亮子   | 中野亮平 |

| NHK総合 ドラマ10                           | NHK総合 ドラマ10                                    | NHK総合 ドラマ10                                                   |
| 前番組                                     | 番組名                                              | 次番組                                                             |
| ------------------------------------------ | --------------------------------------------------- | ------------------------------------------------------------------ |
| 東京サラダボウル （2025年1月7日 - 3月4日） | しあわせは食べて寝て待て （2025年4月1日 - 5月27日） | 舟を編む～私、辞書つくります～ （2025年6月17日 - 8月19日〈予定〉） |